# Amherst Islander II
Die Amherst Islander II ist eine kanadische Doppelendfähre.

## Geschichte
Die Ende 2017 bestellte Fähre des Damen-Typs Road Ferry 6819 E3 wurde unter der Baunummer 539317 auf der rumänischen Werft Damen Shipyards Galati für das Ministry of Transportation Ontario gebaut. Der Bau begann mit dem ersten Stahlschnitt am 3. Dezember 2018. Die Kiellegung fand am 20. Dezember 2018, der Stapellauf am 14. November 2019 statt. Die Baukosten beliefen sich zusammen mit denen der ebenfalls für das Ministry of Transportation Ontario gebauten Wolfe Islander IV auf 94 Mio. kanadische Dollar. Der Bau wurde zu 70 % von der Provinzregierung und zu 30 % vom kanadischen Staat finanziert.
Die Fähre wurde Ende August 2021 zusammen mit der Wolfe Islander II an Bord des Halbtaucherschiffs Super Servant 4 von Constanța in Rumänien nach Québec in Kanada verschifft.
Die Fähre ist für die von der Gemeinde Loyalist Township betriebene Fährverbindung im Nordosten des Ontariosees zwischen Millhaven und Amherst Island vorgesehen, wo sie die Fähre Frontenac II ersetzen soll. Wenn die Ladeinfrastruktur an den Anlegern der Fähre installiert ist, soll die Fähre vollelektrisch betrieben werden.

## Technische Daten und Ausstattung
Die Fähre wird von vier Elektromotoren mit jeweils 520 kW Leistung angetrieben, die auf Schottel-Propellergondeln mit Twin-Propellern wirken. Jeweils zwei davon befinden sich an den beiden Enden der Fähre. Die Elektromotoren sowie das Bordnetz werden von Akkumulatoren mit 1900 kWh gespeist. Die Akkumulatoren werden an den Anlegern automatisch geladen. Um die Akkumulatoren in der kurzen Zeit am Anleger laden zu können, werden dort entsprechend leistungsfähige Energiespeicher installiert. Zusätzlich stehen zwei von Caterpillar-Dieselmotoren des Typs C18 mit jeweils 565 kW Leistung angetriebene Generatoren für die Stromerzeugung zur Verfügung. Die Fähre kann elektrisch, hybrid oder dieselelektrisch angetrieben werden. Sie ist mit einem automatischen Festmachersystem ausgestattet.
Die Fähre verfügt auf dem Hauptdeck über ein durchlaufendes Fahrzeugdeck mit vier Fahrspuren. Dieses ist an den Enden über Rampen zugänglich. Auf einer Seite der Fähre befinden sich ein Aufenthaltsraum für die Passagiere sowie ein Kiosk. Darüber befinden sich ein offenes Deck mit Sitzgelegenheiten für die Passagiere sowie ein Bereich für die Schiffsbesatzung mit einem Aufenthaltsraum und einer Messe. Das Fahrzeugdeck ist mit dem seitlich angeordneten Steuerhaus überbaut. Die Fähre kann 40 Pkw befördern. Die Passagierkapazität beträgt 300 Personen.
Der Rumpf des Schiffes ist eisverstärkt (Eisklasse 1B).